# Western Collegiate Hockey Association

Carte des États membres

La Western Collegiate Hockey Association (Association Collégiale de Hockey de l'Ouest) est un groupement de quinze universités gérant les compétitions de hockey sur glace dans le Middle West et dans l'Ouest des États-Unis.

## Présentation
Ce groupement est une des conférences du championnat masculin NCAA et du championnat féminin NCAA au niveau de la division I.
Fin 2006, les équipes masculines de la WCHA ont gagné cinq titres de championnat de la NCAA consécutivement et sept des dix derniers titres. Le niveau féminin est également assez élevé puisque les équipes féminines de la WCHA ont gagné toutes les éditions du championnat.
La WCHA fait ses débuts sous le nom de Midwest Collegiate Hockey League  (MCHL) en 1951. Deux ans plus tard, le groupement devient la Western Intercollegiate Hockey League (WIHL) pour cinq ans et enfin, le nom de Western Collegiate Hockey Association est adopté en 1959. 
Le champion de la saison régulière remporte la Coupe MacNaughton tandis que le vainqueur des séries éliminatoires remporte le trophée Broadmoor.

## Membres

### Universités actuelles
Même si la WCHA regroupe quinze universités, toutes ne participent pas au championnat féminin et masculin. Ainsi, dix équipes participent au championnat masculin pour sept équipes féminines.
Les listes ci-dessous présentent les équipes avec entre parenthèses le nombre de titres de la NCAA gagnés.

#### Équipes masculines
- Chargers d'Alabama-Huntsville (0)
- Seawolves d'Alaska Anchorage (0)
- Nanooks d'Alaska-Fairbanks (0)
- Beavers de Bemidji State (0)
- Falcons de Bowling Green (1)
- Bulldogs de Ferris State (0)
- Lakers de Lake Superior State (3)
- Huskies de Michigan Tech (3)
- Golden Gophers du Minnesota (5)
- Bulldogs de Minnesota-Duluth (0)
- Mavericks de Minnesota State (0)
- Wildcats de Northern Michigan (1)

#### Équipes féminines
- Beavers de Bemidji State (0)
- Golden Gophers du Minnesota (2)
- Bulldogs de Minnesota-Duluth (3)
- Mavericks de Minnesota State (0)
- Buckeyes d'Ohio State (0)
- Huskies de St. Cloud State (0)
- Badgers du Wisconsin (2)

### Membres partants

#### Équipes masculines
- Tigers de Colorado College (National Collegiate Hockey Conference, 2013)
- Fighting Hawks du Dakota du Nord (National Collegiate Hockey Conference, 2013)
- Pioneers de Denver (National Collegiate Hockey Conference, 2013)
- Golden Gophers de Minnesota (Big Ten Conference, 2013)
- Bulldogs de Minnesota-Duluth (National Collegiate Hockey Conference, 2013)
- Mavericks d'Omaha (National Collegiate Hockey Conference, 2013)
- Huskies de St. Cloud State (National Collegiate Hockey Conference, 2013)
- Badgers du Wisconsin (Big Ten Conference, 2013)

#### Équipes féminines
- Fighting Hawks du Dakota du Nord (équipe abandonnée, 2017)

### Anciennes universités
Certaines université ont commencé dans la WCHA avant de changer d'affiliation et de rejoindre la conférence de la Central Collegiate Hockey Association.
- Wolverines du Michigan
- Spartans de Michigan State
- Wildcats de Northern Michigan
- Fighting Irish de Notre Dame

## Patinoires
| Université                        | Patinoire                                     | Capacité |
| --------------------------------- | --------------------------------------------- | -------- |
| Alabama–Huntsville                | Propst Arena                                  | 6 602    |
| Alaska-Anchorage                  | Sullivan Arena                                | 6 406    |
| Alaska-Fairbanks                  | Carlson Center                                | 4 595    |
| Bemidji State                     | John S. Glas Field House                      | 2 399    |
| Bowling Green                     | BGSU Ice Arena                                | 5 000    |
| Ferris State                      | Robert L. Ewigleben Arena                     | 2 493    |
| Lake Superior State               | Taffy Abel Arena                              | 4 000    |
| Minnesota, équipe féminine        | Ridder Arena                                  | 3 400    |
| Minnesota-Duluth                  | Duluth Entertainment Convention Center (DECC) | 5 333    |
| Minnesota State, équipe masculine | Midwest Wireless Civic Center                 | 4 832    |
| Minnesota State, équipe féminine  | All Seasons Arena                             | 1 000    |
| Northern Michigan                 | Berry Events Center                           | 3 902    |
| Ohio State                        | OSU Ice Arena                                 | 1 415    |
| St. Cloud State                   | National Hockey Center                        | 5 763    |
| Wisconsin, équipe féminine        | LaBahn Arena                                  | 2 273    |

## Hockey féminin dans la WCHA

### Championnes saison par saison
| Saison    | Championne saison régulière   | Championne en séries | Championne nationale NCAA | Notes |
| --------- | ----------------------------- | -------------------- | ------------------------- | --- |
| 1999-00   | Minnesota-Duluth              | Minnesota-Duluth     | —                         | |
| 2000-2001 | Minnesota                     | Minnesota-Duluth     | Minnesota-Duluth          | |
| 2001-2002 | Minnesota                     | Minnesota            | Minnesota-Duluth          | |
| 2002-2003 | Minnesota-Duluth              | Minnesota-Duluth     | Minnesota-Duluth          | |
| 2003-2004 | Minnesota                     | Minnesota            | Minnesota                 | |
| 2004-2005 | Minnesota                     | Minnesota            | Minnesota                 | |
| 2005-2006 | Wisconsin                     | Wisconsin            | Wisconsin                 | |
| 2006-2007 | Wisconsin                     | Wisconsin            | Wisconsin                 | |
| 2007-2008 | Minnesota-Duluth              | Minnesota-Duluth     | Minnesota-Duluth          | |
| 2008-2009 | Minnesota                     | Wisconsin            | Wisconsin                 | |
| 2009-2010 | Minnesota et Minnesota-Duluth | Minnesota-Duluth     | Minnesota-Duluth          | Minnesota et Minnesota-Duluth sont Championnes ex æquo de la saison régulière mais Minnesota-Duluth gagne les séries de conférence |
| 2010-2011 | Wisconsin                     | Wisconsin            | Wisconsin                 | |

### Localisation des séries éliminatoires féminines WCHA
- 2000 Bloomington Ice Gardens Bloomington, Minnesota
- 2001 Rochester Recreation Center Rochester, Minnesota
- 2002 Fogerty Arena Blaine, Minnesota
- 2003 Ralph Engelsted Arena Grand Forks, Dakota du Nord
- 2004 Ridder Arena Minneapolis, Minnesota
- 2005 Ridder Arena Minneapolis, Minnesota
- 2006 Ridder Arena Minneapolis, Minnesota
- 2007 Ridder Arena Minneapolis, Minnesota
- 2008 Duluth Entertainment Convention Center Duluth, Minnesota
- 2009 Ridder Arena Minneapolis, Minnesota
- 2010 Ridder Arena Minneapolis, Minnesota
- 2011 Ridder Arena Minneapolis, Minnesota

### Meilleure compteuse
| Saison    | Joueuse           | Position   | Équipe                       |
| 2003-2004 | Jenny Potter      | Attaquante | Bulldogs de Minnesota-Duluth |
| 2004-2005 | Natalie Darwitz   | Attaquante | Golden Gophers du Minnesota  |
| 2005-2006 | Erica McKenzie    | Attaquante | Golden Gophers du Minnesota  |
| 2006-2007 | Sara Bauer        | Attaquante | Badgers du Wisconsin         |
| 2007-2008 | Haley Irwin       | Attaquante | Bulldogs de Minnesota-Duluth |
| 2008-2009 | Monique Lamoureux | Attaquante | Golden Gophers du Minnesota  |
| 2009-2010 | Hokey Langan      | Attaquante | Buckeyes d'Ohio State        |
| 2010-2011 | Meghan Duggan     | Attaquante | Badgers du Wisconsin         |

### Meilleure gardienne de but
| Saison    | Joueuse          | Équipe                      |
| 2003-2004 | Meghan Horras    | Golden Gophers du Minnesota |
| 2004-2005 | Jody Horak       | Golden Gophers du Minnesota |
| 2005-2006 | Kim Hanlon       | Golden Gophers du Minnesota |
| 2006-2007 | Christine Dufour | Golden Gophers du Minnesota |
| 2007-2008 | Jessie Vetter    | Golden Gophers du Minnesota |
| 2008-2009 | Alyssa Grogan    | Golden Gophers du Minnesota |
| 2009-2010 | Noora Raty       | Golden Gophers du Minnesota |

### Honneurs et distinctions individuelles (hockey féminin)

#### Lauréat du Trophée Patty Kazmaier
| Année | Gagnante       | Position         | Équipe                      |
| ----- | -------------- | ---------------- | --------------------------- |
| 2005  | Krissy Wendell | Attaquante       | Golden Gophers du Minnesota |
| 2006  | Sara Bauer     | Attaquante       | Badgers du Wisconsin        |
| 2009  | Jessie Vetter  | Gardienne de but | Badgers du Wisconsin        |
| 2011  | Meghan Duggan  | Attaquante       | Badgers du Wisconsin        |

#### Joueuse de l'année WCHA
| Saison    | Joueuse                                 | Position                                         | Équipe                        |
| 1999-2000 | Jenny Schmidgall-Potter                 | Attaquante                                       | Bulldogs de Minnesota-Duluth  |
| 2000-2001 | Courtney Kennedy                        | Défense                                          | Golden Gophers du Minnesota   |
| 2001-2002 | Ronda Curtin                            | Défenseur                                        | Golden Gophers du Minnesota   |
| 2002-2003 | Jenny Schmidgall-Potter                 | Attaquante                                       | Bulldogs de Minnesota-Duluth  |
| 2003-2004 | Krissy Wendell                          | Attaquante                                       | Minnesota                     |
| 2004-2005 | Krissy Wendell                          | Attaquante                                       | Golden Gophers du Minnesota   |
| 2005-2006 | Sara Bauer                              | Attaquante                                       | Golden Gophers du Minnesota   |
| 2006-2007 | Sara Bauer                              | Attaquante                                       | Golden Gophers du Minnesota   |
| 2007-2008 | Tessa Bonhomme                          | Défenseur                                        | Buckeyes de l'Ohio State      |
| 2008-2009 | Hilary Knight                           | Attaquante                                       | Golden Gophers du Minnesota   |
| 2009-2010 | Ex æquo Felicia Nelson Zuzana Tomcikova | Attaquante (Nelson) Gardienne de but (Tomcikova) | St. Cloud State Bemidji State |
| 2010–11   | Meghan Duggan                           | Attaquante                                       | Badgers du Wisconsin          |

#### Étudiante-Athlète de l'année
| Saison    | Joueuse                      | Position                                       | Équipe                                             |
| 1999-2000 | Katie Beaudy Shannon Kennedy | Gardienne de but (Beaudy) Attaquante (Kennedy) | Buckeyes d'Ohio State Golden Golphers du Minnesota |
| 2000-2001 | Bre Dedrickson               | Gardienne de but                               | Buckeyes d'Ohio State                              |
| 2001-2002 | Guylaine Hache               | Attaquante                                     | Buckeyes d'Ohio State                              |
| 2002-2003 | Anik Cote                    | Gardienne de but                               | Buckeyes d'Ohio State                              |
| 2003-2004 | Emma Laaksonen               | Défenseur                                      | Buckeyes d'Ohio State                              |
| 2004-2005 | Caroline Ouellette           | Attaquante                                     | Bulldogs de Minnesota-Duluth                       |
| 2005-2006 | Riitta Schaublin             | Gardienne de but                               | Bulldogs de Minnesota-Duluth                       |
| 2006-2007 | Riitta Schaublin             | Gardienne de but                               | Bulldogs de Minnesota-Duluth                       |
| 2007-2008 | Casie Hanson                 | Attaquante                                     | Bulldogs de Minnesota-Duluth                       |
| 2008-2009 | Gigi Marvin                  | Attaquante                                     | Golden Golphers du Minnesota                       |
| 2009-2010 | Caitlin Hogan                | Attaquante                                     | Huskies de St. Cloud State                         |

#### Défenseure de l'année
| Saison    | Joueuse           | Équipe                       |
| 1999-2000 | Winny Brod        | Golden Golphers du Minnesota |
| 2000-2001 | Courtney Kennedy  | Golden Gophers du Minnesota  |
| 2001-2002 | Ronda Curtin      | Golden Gophers du Minnesota  |
| 2002-2003 | Ronda Curtin      | Golden Gophers du Minnesota  |
| 2003-2004 | Molly Engstrom    | Golden Gophers du Minnesota  |
| 2004-2005 | Molly Engstrom    | Golden Gophers du Minnesota  |
| 2005-2006 | Bobbi-Jo Slusar   | Golden Gophers du Minnesota  |
| 2006-2007 | Meaghan Mikkelson | Golden Gophers du Minnesota  |
| 2007-2008 | Tessa Bonhomme    | Buckeyes d'Ohio State        |
| 2008-2009 | Melanie Gagnon    | Golden Gophers du Minnesota  |
| 2009-2010 | Anne Schleper     | Golden Gophers du Minnesota  |

#### Recrue de l'année
| Saison    | Joueuse           | Position   | Équipe                       |
| 1999-2000 | Maria Rooth       | Attaquante | Bulldogs de Minnesota-Duluth |
| 2000-2001 | Meghan Hunter     | Attaquante | Golden Gophers du Minnesota  |
| 2001-2002 | Jeni Creary       | Attaquante | Buckeyes d'Ohio State        |
| 2002-2003 | Natalie Darwitz   | Attaquante | Golden Gophers du Minnesota  |
| 2003-2004 | Sara Bauer        | Attaquante | Golden Gophers du Minnesota  |
| 2004-2005 | Bobbi Ross        | Attaquante | Golden Gophers du Minnesota  |
| 2005-2006 | Gigi Marvin       | Attaquante | Golden Gophers du Minnesota  |
| 2006-2007 | Meghan Duggan     | Attaquante | Golden Gophers du Minnesota  |
| 2007-2008 | Haley Irwin       | Attaquante | Minnesota-Duluth             |
| 2008-2009 | Monique Lamoureux | Attaquante | Golden Gophers du Minnesota  |
| 2009-2010 | Hokey Langan      | Attaquante | Buckeyes d'Ohio State        |
| 2010-2011 | Amanda Kessel     | Attaquante | Golden Gophers du Minnesota  |

#### Entraineur de l'année (hockey féminin)
| Saison    | Entraineur                             | Équipe                                                 |
| 1999-2000 | Shannon Miller                         | Bulldogs de Minnesota-Duluth                           |
| 2000-2001 | Ex æquo La Halldorson Kerry Wethington | Golden Gophers du Minnesota Huskies de St. Cloud State |
| 2001-2002 | La Halldorson                          | Golden Gophers du Minnesota                            |
| 2002-2003 | Ex æquo Mark Johnson Shannon Miller    | Badgers du Wisconsin Bulldogs de Minnesota-Duluth      |
| 2003-2004 | Jeff Vizenor                           | Mavericks de Mankato                                   |
| 2004-2005 | La Halldorson                          | Golden Gophers du Minnesota                            |
| 2005-2006 | Mark Johnson                           | Badgers du Wisconsin                                   |
| 2006-2007 | Mark Johnson                           | Wisconsin                                              |
| 2007-2008 | Brad Frost                             | Badgers du Minnesota                                   |
| 2008-2009 | Ex æquo Brad Frost Mark Johnson        | Golden Gophers du Minnesota Badgers du Wisconsin       |
| 2009-2010 | Steve Sertich                          | Beavers de Bemidji State                               |
| 2010-2011 | Mark Johnson                           | Badgers du Wisconsin                                   |

### Équipe d'étoiles féminines WCHA de la décennie
| Joueuse                 | Position         | École                                                       | Nationalité |
| Sara Bauer (en)         | Attaquante       | Badgers du Wisconsin                                        | Canada      |
| Tessa Bonhomme          | Défenseur        | Buckeyes d'Ohio State                                       | Canada      |
| Ronda Curtin (en)       | Défenseur        | Golden Gophers du Minnesota                                 | États-Unis  |
| Natalie Darwitz         | Attaquante       | Golden Gophers du Minnesota                                 | États-Unis  |
| Molly Engstrom          | Défenseur        | Badgers du Wisconsin                                        | États-Unis  |
| Caroline Ouellette      | Attaquante       | Bulldogs du Minnesota-Duluth                                | Canada      |
| Jenny Schmidgall-Potter | Attaquante       | Golden Gophers du Minnesota et Bulldogs de Minnesota-Duluth | États-Unis  |
| Maria Rooth             | Attaquante       | Bulldogs de Minnesota-Duluth                                | Suède       |
| Jessie Vetter           | Gardienne de but | Badgers du Wisconsin                                        | États-Unis  |
| Krissy Wendell (en)     | Attaquante       | Golden Gophers du Minnesota                                 | États-Unis  |